# Weiten (Sarre)
Pour les articles homonymes, voir Weiten (homonymie).
Weiten est un Ortsteil de la commune allemande de Mettlach en Sarre.

## Toponymie
- en français : Veiten (1815).

## Histoire
Veiten est une ancienne commune de la Moselle